# Attila-József-Preis
Der Attila-József-Preis ungarisch József Attila-díj ist ein ungarischer Literaturpreis. Er wurde 1950 im kommunistischen Ungarn als Staatspreis eingerichtet. Er ist nach dem ungarischen Lyriker Attila József (1905–1937) benannt.
Vor dem Zweiten Weltkrieg wurde 1923 von Franz Ferdinand Baumgarten der Baumgarten-Preis gestiftet, der im Ungarn des Horthy-Regimes als ein bedeutender ungarischer Literaturpreis galt und ab 1929 bis 1944 und nach Kriegsende von 1946 noch bis 1949 vergeben wurde. Der bürgerliche Namensgeber jüdischer Herkunft mit dem deutschen Namen galt der kommunistischen Partei Ungarns als nicht vorbildlich. Daher kam es zur Namensgebung nach dem 1937 gestorbenen Attila József, der auch der kommunistischen Partei nahegestanden hatte.

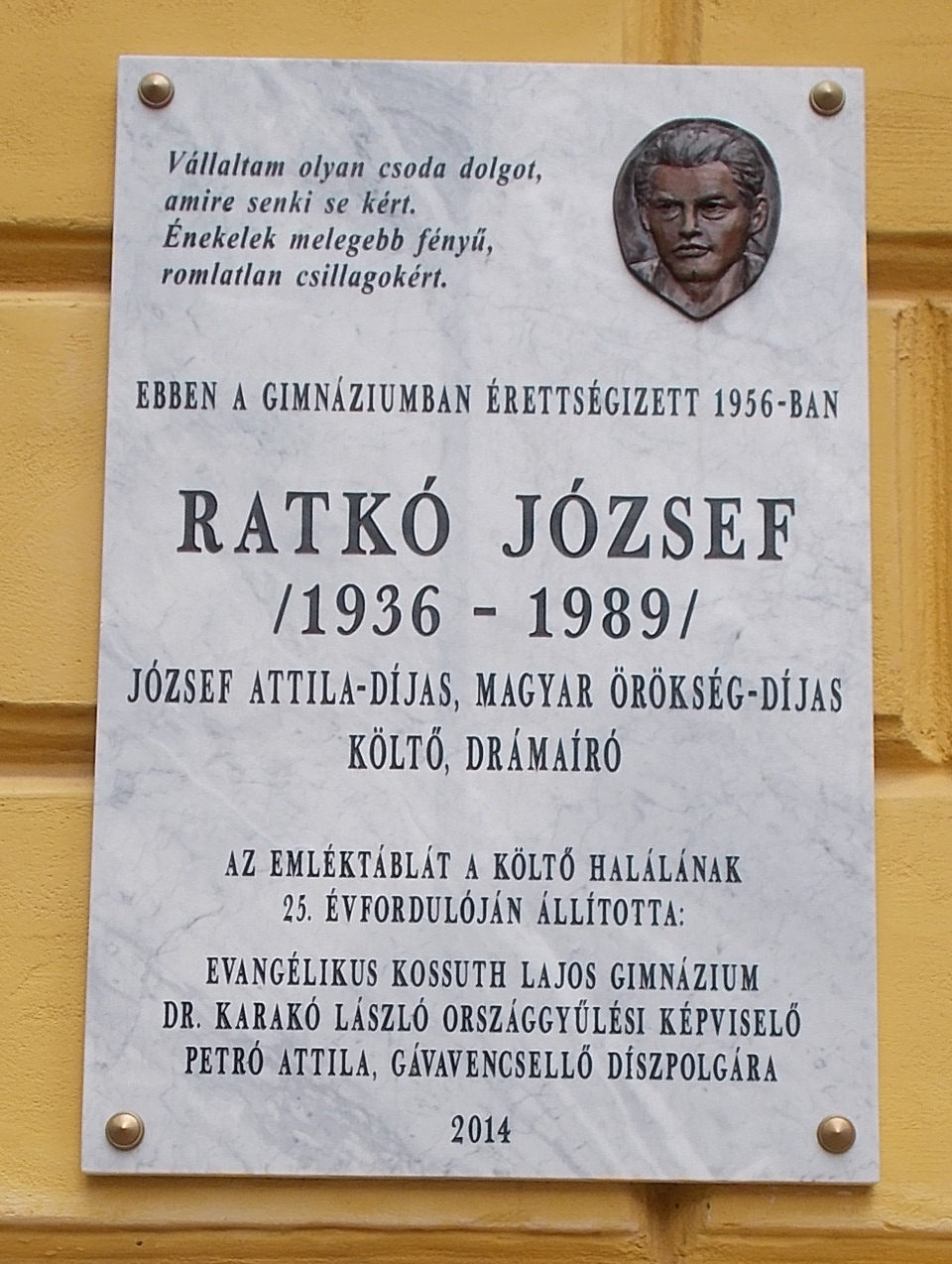
Gedenktafel für József Ratkó, auf der sein József Attila-díj hervorgehoben wird, an Ratkós Schule in Nyíregyháza (2017)

Der Preis wurde nach der politischen Wende in Ungarn 1989 beibehalten und wurde auch in den verschiedenen rechtskonservativen Regierungen Viktor Orbáns nicht angetastet, derweil Józsefs Standbild in Budapest 2011 von der politischen Rechten in Ungarn schon mal zur Disposition gestellt wurde.
Der Preis wird jährlich im Frühling in mehreren literarischen Kategorien vergeben. Die Preisträger werden von einem Kuratorium benannt. Es gibt viele Preisträger, denen der Preis mehrfach zugesprochen wurde. Zum Preis gehören eine Bronzeplakette mit dem Konterfei des Dichters und ein (bescheidenes) Preisgeld von 200.000 Forint (Stand 2011). Über die Preisträger wird in der ungarischen Presse und in der Presse der europäischen Nachbarländer berichtet. Die Erteilung des Preises wird von den Verlagen auch beim Marketing ihrer Autoren benutzt. Ein ebenfalls prestigeträchtiger Kulturpreis in Ungarn ist der Kossuth-Preis, der auch an Literaten vergeben wird.